# Diplectrum eumelum
Diplectrum eumelum is een  straalvinnige vissensoort uit de familie van zaag- of zeebaarzen (Serranidae). De wetenschappelijke naam van de soort werd voor het eerst geldig gepubliceerd in 1974 door Rosenblatt & Johnson.
De soort staat op de Rode Lijst van de IUCN als niet bedreigd, beoordelingsjaar 2008.